# Adam Thomas
Adam Thomas (nascut l'1 d'abril de 1992) és un futbolista neozelandès que actualment juga pel Team Wellington del Campionat de Futbol de Nova Zelanda.

## Trajectòria per club
Thomas va ser transferit de l'equip juvenil del Central United a l'Auckland City FC el juliol de 2009. Un any després, el 30 d'octubre de 2010, va debutar per l'equip en un partit contra el Team Wellington en què el resultat fou 0 a 0. Aquella temporada Thomas acabaria jugant en 22 partits amb l'equip.
El juliol de 2011 se li va acabar el contracte amb l'Auckland City i va ser transferit al Waikato FC gratuïtament. Aviat Thomas va debutar amb el Waikato el 23 d'octubre de 2011 en un partit coincidentalment contra el seu antic equip, l'Auckland City. Tot i que el Waikato va perdre 1 a 5, Thomas aconseguí marcar el seu primer gol per l'equip. Durant el seu contracte amb el Waikato FC Thomas jugà en un total de 14 partits i marcà 3 gols. Thomas fou capità del Waikato FC a l'inici de la temporada 2012-13.
A finals de 2012 Thomas va anunciar que volia transferir-se al Team Wellington. El gener de 2013 va passar a formar part del Team Wellington.

## Trajectòria internacional
Ha jugat amb les seleccions neozelandeses sub-17, sub-20 i sub-23. Amb la selecció sub-17 va jugar en el Campionat del Món de la FIFA sub-17 de 2009. Allí va jugar en cadascun dels 4 partits en què jugaren els neozelandesos.
El 2011 va ser seleccionat com a part de la selecció que jugaria en el Campionat Sub-20 de l'OFC de 2011. En aquell torneig va jugar en 2 partits, contra les Illes Salomó (3–0) i Nova Caledònia (10–0), on a més hi marcà un gol.
Uns mesos després se n'anà amb la selecció sub-20 a Colòmbia per a jugar en la Copa del Món de la FIFA sub-20 de 2011. Allí va jugar en cadascun dels 3 partits: contra el Camerun (1–1), l'Uruguai (1–1) i Portugal (0–1).
Actualment juga per a la selecció sub-23, amb la qual ha jugat en la competició preolímpica de 2012. Ha jugat en tres partits del torneig.

## Palmarès
- Campionat Sub-20 de l'OFC (1): 2011.
- Lliga de Campions de l'OFC (1): 2010-11.